# Lijst van personages uit Moordvrouw
Moordvrouw-personages zijn personages uit de Nederlandse politieserie Moordvrouw, die gaat over de talentvolle rechercheur Fenna Kremer (Wendy van Dijk). Zij is getraumatiseerd door gebeurtenissen op haar vorige standplaats, maar gaat ogenschijnlijk hersteld acht maanden later weer aan het werk. Fenna komt terecht in Leeuwarden. Zij drijft haar nieuwe team, geleid door Carla Vreeswijk (Renée Soutendijk), tot wanhoop door haar solistische aanpak, haar intuïtie, haar volstrekt verwerpelijke methoden en vooral haar succes hiermee.
Van Dijk, Soutendijk en Römer keerden terug voor het tweede seizoen, evenals Porgy Franssen en Achmed Akkabi. Het werd pas twee weken voor de start van het tweede seizoen bekend dat Chava Voor in 't Holt was vervangen door Fockeline Ouwerkerk. De gehele cast van seizoen twee kwam terug voor het derde en vierde seizoen, waarbij Römer in alle afleveringen meespeelt.
Daarnaast kent de serie terugkerende gastrollen van Theo Pont als OvJ Hugo Brandsma, die in de laatste aflevering van het tweede seizoen komt te overlijden tijdens een schietincident, Janna Fassaert als Fransje, de vriendin van Evert tijdens het tweede seizoen en Bram van der Vlugt als Onno Kremer, de vader van Fenna. Jara Lucieer als Noor, Ylva van Putten als Nynke Numan, Maylin van Putten als Brecht Numan en Wim van der Grijn als Frits Vreeswijk waren zowel in het eerste als het tweede seizoen in één aflevering te zien. Ook zijn er veel terugkerende edelfiguranten in de vorm van agenten en journalisten.
In seizoen drie wordt Van der Vlugt in de rol van Onno Kremer gepromoveerd tot de vaste cast, maar wordt slecht geplaatst als bijrol. Ook Kasper van Kooten werd gecast voor de vaste cast in de rol van OvJ Jelle van Santen. Ook Van Kooten werd gecrediteerd als bijrol.
In seizoen vier is Tobias Nierop twee afleveringen te zien als Floris Hoeke. In seizoen drie was hij drie afleveringen te zien waarvan hij een bijrol kreeg. Ook keert Kasper van Kooten terug als Jelle van Santen de oude Officier van Justitie en had in seizoen drie ook een bijrol. Mehrnoush Rahmani kreeg in seizoen 4 ook een bijrol als nieuwe rechercheur Samantha Fardjam en maakt haar entree in aflevering 8.

## Hoofdrollen

### Fenna Kremer
- Gespeeld door Wendy van Dijk

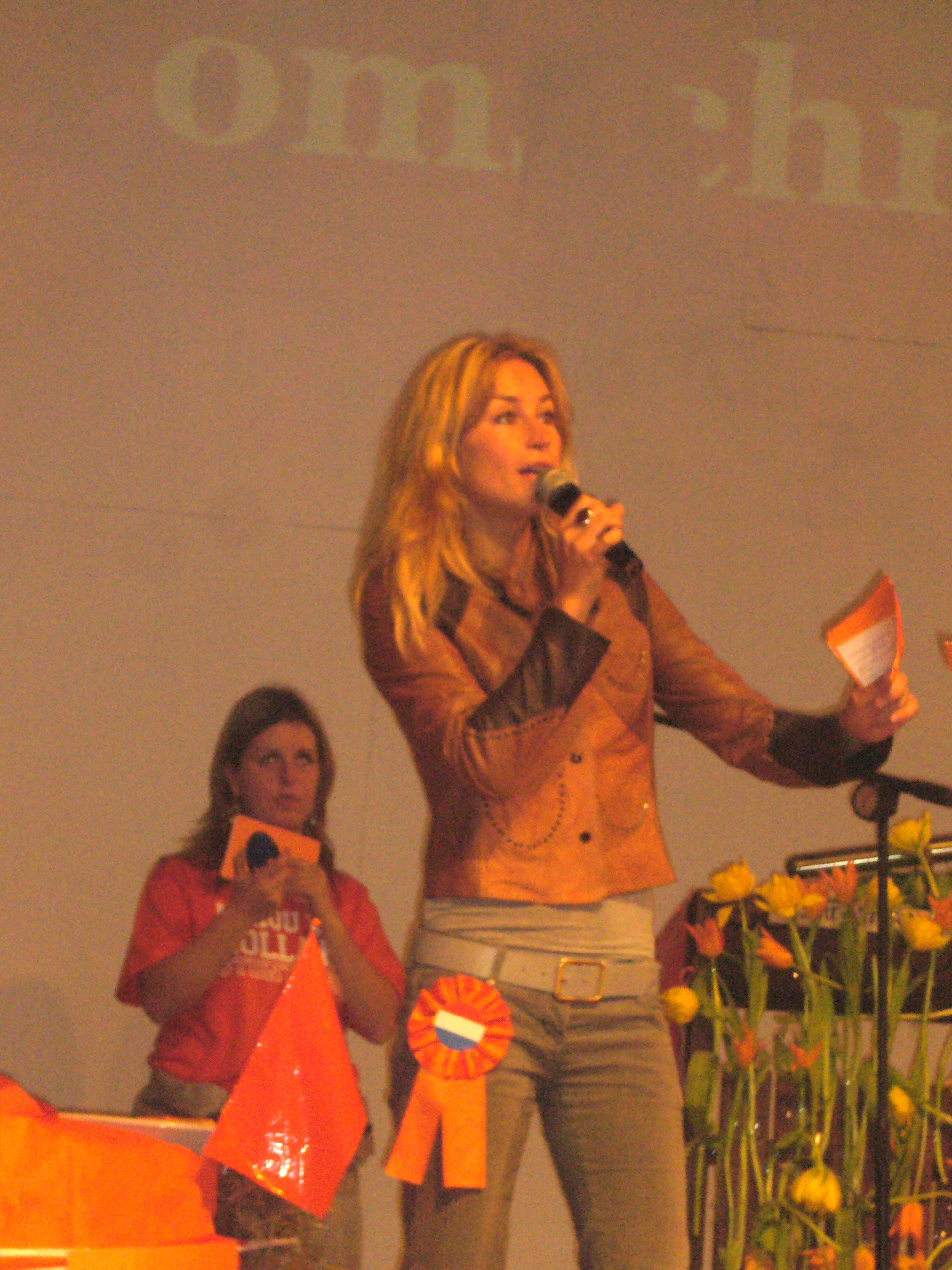
Wendy van Dijk speelt de rol van Fenna Kremer

- Afleveringen: "Valse start" (1x01) – "Zevende Ster" (7x08)

Fenna (1972) komt na vijf jaar Haaglanden en acht jaar rechercheur Rotterdam-Rijnmond naar Leeuwarden om daar aan de slag te gaan bij het korps Midden-Friesland. Fenna werkte tijdens haar dienst bij Rotterdam-Rijnmond als undercoveragent. Tijdens een operatie is haar undercoveridentiteit doodverklaard. Bij die operatie was haar collega/geliefde om het leven gekomen. Daardoor raakt ze getraumatiseerd en gaat ze tijdelijk uit dienst. Acht maanden later wordt Fenna als rechercheur voor het korps Midden-Friesland naar Leeuwarden gestuurd om haar uit de wind te houden.
Ondertussen blijkt Fenna klaar te zijn voor een nieuw leven, maar ze heeft het nog steeds moeilijk. In aflevering 1x02 "Rebbeca" vertelt Fenna dat ze tijdens haar laatste undercoveroperatie haar werk- en levenspartner Mark heeft verloren. Zij voelt zich daarvoor verantwoordelijk. In aflevering 1x09 "Een oude bekende" komt Fenna weer in contact met de mensen die ze bespioneerde tijdens haar undercoverzaak. Hier komt ze ook weer oog in oog met Lucien te staan, die Mark toen neerschoot. Als Lucien te weten komt dat Fenna een undercoveragent is, ontvoert hij haar. Hij laat voor haar ogen zien hoe hij zijn stiefvader vermoordt. Uiteindelijk weet Evert Fenna te bevrijden. Fenna zit dan een tijdje thuis, maar krijgt hulp van Ineke Klein Nagelvoort, de secretaresse van OvJ Hugo Brandsma. Fenna en Ineke zijn vrienden geworden tijdens het squashen. Fenna weet echter niet dat Ineke een van de twee daders was tijdens de zaak in aflevering 1x06 "Teruggefloten". Ineke wil wraak nemen op Fenna, omdat zij Inekes vriend Sjoerd van Lent uit zelfverdediging heeft neergeschoten. Sjoerd overleed vervolgens aan zijn verwondingen. Ineke drogeert Fenna en stopt steeds meer verdovende middelen in haar drankjes. Wanneer Fenna een overdosis krijgt, wordt zij op tijd gevonden door Evert en Bram.
Als Fenna in aflevering 2x02 "Een uniek exemplaar" wederom buiten het boekje werkt, neemt Evert de schuld op zich. Evert wordt per direct op non-actief gezet en Fenna mag blijven werken. Fenna voelt zich schuldig, maar wanneer Evert na enkele weken weer terugkeert heeft hij het haar vergeven en hebben ze het er verder niet meer over.
Fenna krijgt ondertussen in aflevering 2x03 "Bittere pil" bezoek van haar vader. Fenna die al jaren geen contact heeft gehad met haar vader is verbijsterd wanneer ze weer oog in oog met hem staat. Onno wil zijn oude dag met zijn dochter doorbrengen en verruilt de randstad voor een wat rustigere plek. Fenna denkt dat er wat achter zit, maar Onno ontkent dat. Wanneer Onno een vergissing maakt met een foto tussen zijn inmiddels overleden vrouw en Fenna, wordt Fenna achterdochtig. Deze vermoedens worden uiteindelijk bevestigd wanneer Onno in aflevering 2x10 "Het Beste van twee kwaden" een aanrijding krijgt door het feit dat hij via een uitrit de snelweg wil oprijden.
In de slotaflevering van seizoen 4 zit Fenna in een busje dat kort daarna explodeert. In seizoen 5 blijkt Fenna voor de explosie gelukkig uit het busje te zijn gesprongen en heeft ze het overleefd. In seizoen 6 worden zij en Evert beschoten, maar overleven ze de aanslag, na enkele vreemde gebeurtenissen krijgt Fenna te maken met een stalker het is de nieuwe lijkschouwer het wordt niet duidelijk waarom hij haar stalkt. Ook krijgt ze te maken met Samantha die haar overduidelijk weg wil hebben uit het team er daar alles aan doet. Het komt later tot een ontvoering van Fenna waarin een gevecht volgt, Samantha de dood vindt en Fenna in shock achterblijft. Aan het eind van het seizoen heeft het team de schimmige wereld van geheime seksafspraken met hooggeplaatste personen uit de OVJ opgerold; daardoor wordt het bureau opgeheven en levert zij net als alle andere haar politiepenning in. In seizoen 7 gaat ze samen met Liselotte naar een afspraak waar Liselotte wordt vermoord. Wanneer Fenna haar vindt is ze al overleden.

### Carla Vreeswijk
- Gespeeld door Renée Soutendijk
- Afleveringen: "Valse start" (1x01) – "Blinde vlek" (5x10)

Carla Vreeswijk (1963) is als teamchef en gecertificeerd hulpofficier de leidinggevende binnen het team. Carla is een no-nonsense politiechef die voor haar carrière alles opzij heeft gezet: een sociaal leven, kinderen. Weliswaar komt zij nooit op de plaats delict, maar toch staat ze midden in het recherchewerk. Carla onderhoudt het contact met de hogere kaders, stuurt het onderzoek aan en bezweert de vaak hoogoplopende, onderlinge spanningen.
In aflevering 1x05 "Eén voor allen" blijkt Carla sympathie te hebben voor Carlo (Micha Hulshof). Carlo heeft alles over voor zijn zoon en Carla begrijpt dat. Het blijkt dat Carla dertien jaar en negen maanden geleden haar zoontje Daniël heeft verloren. Menno heeft door dat Carla iets achterhoudt wat zij niet heeft verwerkt, maar hij weet niet precies wat. Wanneer Carla dit opbiecht aan Carlo hoort Fenna alles. De naam van het personage Carlo is een verwijzing naar de naam van Carla.
In aflevering 1x10 "Alles op zijn tijd" is Carla bang dat haar hele team uiteenvalt. Fenna lijkt niet meer tot werken in staat en Simone heeft aangegeven te verhuizen. Dan wordt Carla zelf neergeschoten en moet zij vechten voor haar leven. De kogel was (leek eerst) bedoeld voor OvJ Hugo Brandsma. Maar blijkt daarna toch voor haar bedoeld. Omdat de dader Carla verantwoordelijk hield voor de dood van haar vriend. Daarna wordt ze bijna in het ziekenhuis gewurgd door de dader, Ineke Klein Nagelvoort, maar Simone redt haar op tijd.
In aflevering 2x02 "Een uniek exemplaar" krijgt ze van de OvJ en goede vriend Hugo Brandsma te horen dat ze is getipt voor de baan van landelijke korpschef. Het gevolg is dat Carla scherp in de gaten wordt gehouden door mensen van bovenaf. Hierdoor mag ze geen fouten maken. Dit gaat uiteindelijk ten koste van het functioneren van haar team. Zo zet ze Evert op non-actief en moet ook Fenna goed uitkijken wat ze doet. Na enkele weken geeft Carla in een gesprek met Hugo Brandsma aan dat ze niet langer beschikbaar wil zijn voor de functie landelijke korpschef. Carla komt erachter dat ze geen informele baan met veel papier wil gaan doen, maar gewoon misdaden wil oplossen en mensen helpen.
In aflevering 3x02 ontmoet Carla Jelle van Santen, de nieuwe officier van Justitie. Echter, Carla heeft moeite met hem en zijn aanpak. De twee liggen elkaar dan ook niet echt. Carla voelt dat ze onder druk staat en dit heeft gevolgen voor haar team.
In seizoen 5 ligt het team onder vuur na het bemachtigen van een chip, waardoor Carla besluit haar team te verlaten.  

### Evert Numan
- Gespeeld door Thijs Römer

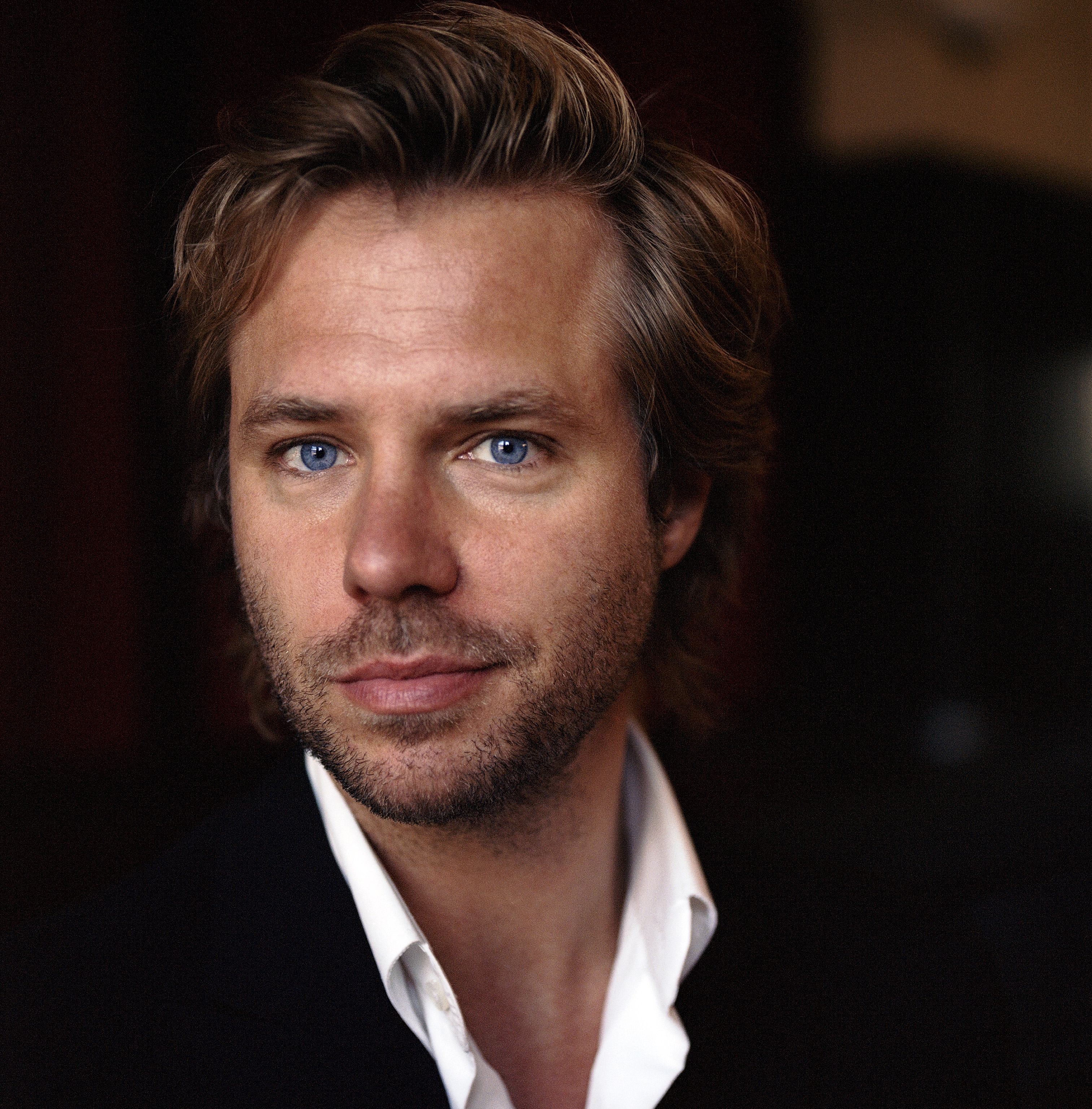
Thijs Römer speelt de rol van Evert Numan

- Afleveringen: "Valse start" (1x01) – "Zevende Ster" (7x08)

Evert Numan (1975) ging meteen na het afstuderen aan de slag bij het korps Midden-Friesland. Evert was dan ook de afgelopen tien jaar bij alle grote zaken in Friesland betrokken. Hij kent het criminele circuit als geen ander. Door de jaren heen heeft Evert zich opgewerkt tot rechercheur, maar het kostte hem wel zijn huwelijk en een gelukkig leventje met zijn twee kinderen.
Zijn krachtige, doelgerichte aanpak staat in schril contrast met de ‘amateur-psychologie’ van nieuwkomer Fenna Kremer, aan wie hij zich doodergert, vooral als zij de zoveelste case oplost. Evert voelt zich door het succes van Fenna en met Carla als leidinggevende niet echt op zijn gemak. Hij heeft het gevoel dat het team te veel door vrouwen wordt beheerst.
In aflevering 1x02 "Rebecca" gaat Evert buiten de regels van het korps om. Er wil iemand een aanslag plegen tijdens de Sneekweek, maar op dat moment zijn Noor, Everts ex-vrouw, en hun twee dochters, Nynke en Brecht, aanwezig. Evert vertelt Noor in vertrouwen wat er gaande is, maar dit komt naar buiten, wat heel de Sneekweek op zijn kop zet. Na afloop van de zaak komt Carla erachter dat Evert dit aan Noor heeft verteld. Dit kan nog gevolgen hebben voor Evert.
In aflevering 2x01 "Koud kunstje" blijkt Evert een nieuwe vriendin te hebben. Evert is korte tijd gelukkig met kunstenares Fransje. Zij is blij met Evert en maakt hem blij met dure cadeaus, zoals een vakantie naar Parijs en een duur horloge. Als dank wil Evert voor haar een doek kopen van Fransjes voorbeeld. In de galerie ziet Evert een kunstwerk dat is geschilderd door Fransje, maar dat niet haar naam draagt. Evert komt erachter dat Fransje schilderijen aan het vervalsen is. Hij besluit hun relatie te verbreken. Wanneer de eigenaar van de galerie blijkt te zijn vermoord en het rechercheteam erachter komt dat de eigenaar nepschilderijen verkoopt, wordt het te heet onder Everts voeten. Hij besluit Fransje niet aan te geven, maar vertelt het wel aan Fenna. Ook Fenna houdt haar mond, maar wanneer Fenna te werk gaat buiten het protocol, neemt Evert als blijk van dank de schuld op zich. Hij wordt vervolgens door Carla op non-actief gesteld.
In aflevering 2x08 "Trouw tot in de Eeuwigheid" keert Evert terug in de stad. Hij is enkele weken op reis geweest en heeft vooral een tijdje in Nieuw-Zeeland verbleven. Echter, Evert is te koppig om met Carla een gesprek aan te gaan, om zijn baan terug te krijgen. Uiteindelijk besluit Evert op aandringen van Bram toch voorzichtig met Carla te praten. Hierin blijkt vooral dat Carla en Evert toch beiden te koppig zijn en lijkt hun gesprek op niets uit te lopen. Maar wanneer Fenna in levensgevaar lijkt te zijn krijgt Evert onverwacht tijdelijk zijn badge en wapen terug. Evert weet Fenna op tijd te redden en na de reddingsactie wou Evert zijn badge en wapen weer inleveren. Maar als dank besluit Carla de verschillen tussen hen te belonen en geeft Evert zijn baan weer terug.
Ondertussen is Evert ook weer terug bij Fransje. Hoewel Fransje ervan uitgaat dat het slechts om een avontuurtje gaat, wil Evert Fransje een tweede kans geven. Fransje is blij, maar hun geluk lijkt van korte duur wanneer Noor aan Evert opbiecht dat zij met haar man naar Amerika gaat verhuizen en dat ze wil dat Nynke en Brecht bij Evert komen wonen. Hoewel Fransje gek op Nynke en Brecht is, wil zij voorlopig nog geen kinderen, maar gewoon genieten van het leven met Evert. In de vierde aflevering van seizoen 7 wordt Evert gegijzeld twee mannen willen informatie over hem hij overleeft deze actie wel.

### Menno de Waard
- Gespeeld door Porgy Franssen
- Afleveringen: "Valse start" (1x01) – "Blinde vlek" (5x10)

Menno de Waard (25 oktober 1958 - 3 maart 2016) was de politiepsycholoog, beleidsadviseur binnen het team en werkt daarom veel samen met Carla. Als politiepsycholoog bekijkt Menno de Waard een misdrijf steeds vanuit gedragskundig oogpunt. Zijn ervaring en inzicht maken hem een waardevol klankbord voor Carla, die worstelt met de succesvolle, maar tegelijk destructieve inbreng van Fenna Kremer. Geïntrigeerd door de ongrijpbare Fenna legt Menno stap voor stap de beerput van haar verleden open.
In aflevering 1x07 "Hartpijn" blijkt Menno homoseksueel te zijn. Hij heeft al vijftien jaar een relatie met de vijftien jaar jongere Pieter. Menno heeft in al die jaren Pieter de vrijheid gegeven om in het weekend ook andere mannen te zien. Tot teleurstelling van Menno krijgt Pieter een soort relatie met de drugsdealer Teun. Als Teun wordt opgepakt vraagt hij of Menno bewijsmateriaal wil weggooien. Menno doet dit, maar eist in ruil dat Teun bij Pieter uit de buurt blijft. Carla merkt dat Menno bewijsmateriaal achterhoudt en zet Menno op non-actief. Als blijkt dat Teun contact heeft blijven houden met Pieter besluit Menno zijn relatie met Pieter te beëindigen.
In aflevering 2x03 "Bittere pil" blijkt Menno bang te zijn voor geweld. Door zijn geaardheid is Menno bang voor potenrammers. Wanneer Menno twee mannen betrapt die een man mishandelen en beroven, wil hij eerst ingrijpen, maar zijn angst overwint hem. Menno vlucht, maar doet wel aangifte. Hier blijken zijn werkzaamheden onder te lijden. Hij biecht alles op aan Carla. Zij weet Menno op te peppen en Menno besluit ook zijn excuses aan te bieden aan de man die in elkaar geslagen werd.
In aflevering 2x10 "Het Beste van twee kwaden" wordt Menno tijdens een schietincident neergeschoten. Hij belandt in het ziekenhuis. Uiteindelijk moet Menno in therapie, maar komt in aflevering 3x01 "Laatste vlucht" weer terug op kantoor. Hij heeft echter meer moeite met het schietincident dan dat hij zegt en dit heeft ook gevolgen voor de manier waarop hij werkt. Hij houdt echter zijn mond dicht en vertelt niemand over zijn trauma.
In aflevering 5x10 wordt hij vermoord door Samantha Fardjam, nadat hij erachter kwam dat zij de mol in het team is. In seizoen 6 bezoekt Fenna nog steeds het graf van Menno om hem nog steeds te vertellen dat ze hem missen, en dat hij nog steeds bij hen is.

### Bram Amezian
- Gespeeld door Achmed Akkabi
- Afleveringen: "Valse start" (1x01) – "Zevende Ster" (7x08)

Ibrahim "Bram" Amezian (1985) is hoofdagent, maar is tevens rechercheur in opleiding. Bram heeft nog maar net de rechercheopleiding afgerond en weet precies hoe een onderzoek of verhoor volgens het boekje zou moeten verlopen. Daar heeft hij echter weinig aan, wanneer hij de vaste partner van Fenna wordt. "Hou haar in het gareel" geeft Carla hem als opdracht mee, maar dat blijkt een mission impossible, aangezien Fenna vooral doet wat zij zelf graag wil doen.
Hoewel Bram gevoelens lijkt te hebben voor Simone, weet hij dat het tussen hen niet gaat werken omdat Simone een relatie heeft. Wanneer Simone en Emiel uit elkaar zijn lijkt Bram zijn kansen te vergroten, maar al snel komen Simone en Emiel weer terug. In aflevering 1x10 "Alles op zijn tijd" biecht Bram op dat hij verliefd is op Simone, maar Simone geeft duidelijk aan dat zij verder wil met Emiel.
In aflevering 2x05 "Bloedband" gaat Bram buiten het protocol door zijn broer te beschermen. Brams broer, Khalid, wordt opgepakt wegens wapenbezit, maar Bram geeft hem alleen een waarschuwing in plaats van een proces-verbaal. Brams leven stort ineen als hij hoort dat zijn broer zelfmoord heeft gepleegd. Bram is er heilig van overtuigd dat Khalid is vermoord of de dood is ingereden, want als blijkt dat Khalid schulden heeft gaat Bram verhaal halen bij de schuldeisers. Het gevolg is dat Bram de schuldeiser onterecht bedreigt met een pistool en beschuldigt van moord. Bram wordt tijdelijk op non-actief gezet. Echter, Bram voelt zich ondertussen verantwoordelijk, omdat hij Khalid niet heeft kunnen helpen. Bram besluit Merel, Khalids vrouw, en dier kinderen financieel te helpen. Bram besluit te gaan gokken en krijgt zo zelf schulden. Om deze schulden enigszins terug te kunnen betalen weet Bram zich weer goed te praten bij Carla, om zo weer aan de slag te gaan. Bram houdt zich groot op het werk, maar het is alleen Liselotte die ziet hoe Bram eraan toe is. Met hulp van Liselotte weet Bram weer te worden wie hij was.

### Simone Blok
- Gespeeld door Chava Voor in 't Holt
- Afleveringen: "Valse start" (1x01) – "Alles op zijn tijd" (1x10)

Simone Blok (1986) werd gespeeld door Chava Voor in 't Holt. Simone is een technisch rechercheur en analiste en met uiterste precisie moet ze alle sporen op de plaats delict veiligstellen en analyseren.
In aflevering 1x05 "Eén voor allen" vertelt Simone dat haar vriend Emiel tijdelijk in het buitenland zit en in aflevering 1x06 "Teruggefloten" is hij weer terug. Inmiddels heeft zij hun slaapkamer veranderd. Dit valt niet in de smaak bij Emiel. De twee hebben een paar dagen ruzie. Op het werk trekt Simone steeds meer naar haar collega Bram. Enkele dagen later maken Simone en Emiel het toch goed.
In aflevering 1x10 "Alles op zijn tijd" vertelt Simone dat ze samen met Emiel naar Rijswijk vertrekt. Hier baalt Bram van omdat hij een oogje heeft op Simone. Simone heeft ook een overplaatsing kunnen regelen bij het NFI (Nederlands Forensisch Instituut) en vertrekt zo snel mogelijk.
In het laatste beeld van Blok staan Bram en Blok elkaar te omhelzen.

### Liselotte van Kempen
- Gespeeld door Fockeline Ouwerkerk
- Afleveringen: "Koud kunstje" (2x01) – "Stella" (7x06)

Liselotte van Kempen werd gespeeld door Fockeline Ouwerkerk. Liselotte is forensisch rechercheur en komt na het vertrek van Simone Blok het team versterken. Liselotte heeft een hoog IQ en benadert haar werk op puur rationele wijze. Liselotte heeft niets met mensen, want volgens haar liegen en bedriegen zij alleen. Daarom is Liselotte ook forensisch rechercheur geworden, om zo sporen te kunnen onderzoeken en de waarheid vast te stellen. Ze heeft een hekel aan geroddel en zegt iedereen waar het op staat. Dit brengt haar vaak in bizarre situaties.
Liselotte heeft een afstandelijke band met haar collega's en vindt dat het team te informeel met elkaar omgaat. Liselotte laat weinig los over zichzelf en zelfs Menno kan niet tot haar doordringen. Alleen Fenna weet dichter tot Liselotte te komen, omdat Fenna haar laat zijn wie ze is. Wel krijgt Liselotte een wat sterkere band met Bram, nadat zij doorkrijgt dat Bram zich groot probeert te houden na de dood van zijn broer. In aflevering 5x8 komt Liselotte erachter dat ze zwanger is van Thomas ten Holt, haar vroegere mentor die is omgekomen in aflevering 5x5 "prooi" na een schietpartij. Eerst wil ze de zwangerschap afbreken, maar in 5x10 besluit ze het kind te houden.
In seizoen 7 aflevering 4 is Liselotte van Kempen vermoord door de hacker die onder de naam 'Polaris' werkt, volgens de hacker stond Liselotte in de weg.
Liselotte van Kempen is door middel van een dodelijke injectie om het leven gebracht, waarna Fenna Kremer haar vond. Liselotte is daarna nog twee afleveringen te zien als lijk.

### Samantha Fardjam
- Gespeeld door Mehrnoush Rahmani
- Afleveringen: "Lokaas" (4x08) – "Het oog van de storm (2)" (6x06)

Samantha Fardjam komt het team als junior-inspecteur versterken in aflevering 4x08 "Lokaas". Ze wordt overgeplaatst en Carla weet in eerste instantie niet wat ze met haar aan moet. Het is Menno die Carla op andere gedachten weet te brengen. Samantha weet enkele zaken met succes af te ronden, maar een echte plaats in het team lijkt ze niet te krijgen. Het team is te hecht waardoor zij er maar niet binnen lijkt te komen, wat haar dwars zit. Als het team dan ook nog zaken achter haar rug omdoet, probeert ze een wit voetje te halen bij de Nationale Korpschef Willem Broekhoven. Ze speelt dingen door en dit wekt vooral achterdocht op bij Fenna en Menno. Wanneer op het kantoor een poederbrief verschijnt, zit het team voor enkele uren vast op kantoor. Menno ziet en hoort dat Samantha contact heeft met Willem en komt erachter dat Samantha de mol is. Als Menno dan niet veel later toch buiten westen raakt door de poederbrief, lijkt Samantha gered te zijn. Om haar geheim als mol te bewaren, verstikt Samantha Menno met een kussen. Daarna blijkt Samantha door haar daden en om het team uit elkaar te halen, te zijn gepromoveerd door de corrupte Willem Broekhoven. Ze werkt nu als rechercheur Interne Zaken. Bij een onderzoek van Fenna naar Samantha doet komt alles aan het licht. Hierop ontvoert Samantha Fenna en probeert ze haar te vermoorden. Dat mislukt en na een wilde vechtpartij vindt het team Samantha dood op de grond. Fenna heeft het mes in haar handen.

### Dries van Zijverden
- Gespeeld door Ali Ben Horsting
- Afleveringen: "Mankracht (1)" (6x01) – "Zevende Ster" (7x08)

Dries van Zijverden was tot het vertrek van Carla Vreeswijk Korpschef van de Landelijke Eenheid. Fenna en, haar inmiddels vermoorde collega, Peter vinden het verdacht waarom hij is gedegradeerd tot teamchef van een rechercheteam. Fenna probeert uit te zoeken waarom hij is gedegradeerd maar kan op het internet alleen maar lovende artikelen en informatie over hem vinden. Dan komt Fenna weer oog in oog te staan met Samantha en komt ze via haar te weten dat Dries is gedegradeerd omdat hij zijn handen niet kon thuis houden bij twee vrouwelijke collega's. Ook onderzoekt Dries zaken van het OM die in de doofpot belanden, hij gaat zo ver dat het team in gevaarlijke situaties belanden. Door contact te krijgen met de bestuurder die naar de geheime afspraakjes rijdt; weet hij de hele beerput van het OM te openen, Nadat alles is blootgelegd worden de mannen van het OM en de OVJ opgepakt. Dries heeft met behulp van het team de zaak opgelost. Dries krijgt daarna wel helaas het slechte nieuws dat daardoor het bureau opgeheven wordt en ziet hoe zijn collega's hun politiepenning inleveren.

## Overzicht
 = Hoofdrol
 = Terugkerende gastrol
| Acteur                | Personage            | Aantal afleveringen | Aantal afleveringen | Aantal afleveringen | Aantal afleveringen | Aantal afleveringen | Aantal afleveringen | Aantal afleveringen | Aantal afleveringen |
| Acteur                | Personage            | S1                  | S2                  | S3                  | S4                  | S5                  | S6                  | S7                  | Totaal              |
| --------------------- | -------------------- | ------------------- | ------------------- | ------------------- | ------------------- | ------------------- | ------------------- | ------------------- | ------------------- |
| Wendy van Dijk        | Fenna Kremer         | 10                  | 10                  | 10                  | 10                  | 10                  | 10                  | 8                   | 68                  |
| Achmed Akkabi         | Bram Amezian         | 10                  | 10                  | 10                  | 10                  | 10                  | 10                  | 8                   | 68                  |
| Thijs Römer           | Evert Numan          | 10                  | 5                   | 10                  | 10                  | 10                  | 10                  | 8                   | 63                  |
| Fockeline Ouwerkerk   | Liselotte van Kempen | -                   | 10                  | 10                  | 10                  | 10                  | 10                  | 6                   | 56                  |
| Renée Soutendijk      | Carla Vreeswijk      | 10                  | 10                  | 10                  | 10                  | 10                  | -                   | -                   | 50                  |
| Porgy Franssen        | Menno de Waard       | 10                  | 10                  | 10                  | 10                  | 9                   | -                   | -                   | 49                  |
| Ali Ben Horsting      | Dries van Zijverden  | -                   | -                   | -                   | -                   | -                   | 10                  | 8                   | 18                  |
| Mehrnoush Rahmani     | Samantha Fardjam     | -                   | -                   | -                   | 3                   | 10                  | 3                   | -                   | 16                  |
| Chava Voor in 't Holt | Simone Blok          | 10                  | -                   | -                   | -                   | -                   | -                   | -                   | 10                  |

## Bijrollen
De personages zijn opgesommeerd op alfabetische volgorde van achternaam.
| Acteur | Personage              | Seizoen | Afleveringen |
| --- | ---------------------- | ------- | ------------ |
| Nyncke Beekhuyzen | Merel Amezian          | 2, 5    | 6            |
| Merel Amezian is de schoonzus van Bram. Ze was getrouwd met Khalid Amezian en hebben twee kinderen samen; Debbie en Mika. Wanneer Khalid zelfmoord pleegt blijft Merel met haar twee kinderen achter, maar ze krijgt veel hulp van Bram. Bram zorgt financieel voor het gezin van zijn broer en probeert ook een soort vaderfiguur voor zijn neefje en nichtje te zijn. In 5x01 "Noodlot" slaat het noodlot opnieuw toe wanneer Mika per ongeluk wordt neerschoten. Merel is in rouw, maar krijgt wederom veel steun en hulp van Bram, die op zijn beurt de daders zal straffen. |                        |         |              |
| Jelle de Jong | Joeri van Loon         | 6       | 3            |
| Joeri van Loon is de ietwat naïeve nieuwe rechercheur binnen het team, nadat deze half uit elkaar gevallen is door de dood van Menno, het vertrek van Carla en het ontslag van Samantha. Joeri brengt zijn collega Evert Numan in gevaar als hij in het openbaar zijn naam noemt, terwijl Evert undercover werkte samen met criminelen. Er wordt onderzoek gedaan of Joeri wel geschikt is voor dit werk. Nadat er niets meer van hem wordt vernomen, blijkt Joeri ontslagen te zijn; dat wordt echter niet verteld. |                        |         |              |
| Kasper van Kooten | Jelle van Santen       | 3–4     | 9            |
| Jelle van Santen was de OvJ die na de dood van Hugo Brandsma zijn plek in nam. Jelle lijkt betrouwbaar en een succesvolle OvJ, maar het team en vooral Fenna lijkt moeite met hem te hebben. Op Jelle's beurt wil hij het hele team evalueren en denkt dat het team meer volgens de regels moet werken. Fenna blijft achterdochtig over Jelle, maar Jelle blijkt zijn zaken goed op orde te hebben en wint zaak na zaak. Vooral Fenna komt in de problemen met Jelle, aangezien zij blijft werken 'buiten de boekjes'. Fenna blijft haar initiatie volgens en dat blijkt dan ook gegrond. Jelle bleek dubbelspel te spelen door regelmatig belangen positie van de criminelen te verschaffen en bewust vormfouten te maken, waardoor in aflevering 3x09 "De bekentenis" Martin Vergeer, een onterechte veroordeelde man, zijn wraak komt nemen. Uiteindelijk belandt Jelle in de gevangenis, maar is verrast als Fenna en Evert een jaar later zijn hulp nodig hebben. Carla en haar team zijn dan bezig om een heel corrupte bende op te doeken, waar Jelle dan onderdeel van blijkt te zijn. Jelle lijkt te helpen, maar speelt dubbelspel om vrij gelaten te worden. Echter blijkt het team Jelle te slim af te zijn, door ook dubbelspel te hebben gespeeld ervan uitgaande dat Jelle zou liegen. Jelle wordt dan alsnog veroordeeld voor dubbele zaken en belandt terug in de gevangenis. |                        |         |              |
| Tobias Nierop | Floris Hoeke           | 3–4     | 5            |
| Floris Hoeke gijzelt in 3x06 "Blue" de bank van zijn vader en diens personeel, dit uit wraak tegen zijn vader. Uiteindelijk weet Fenna de boel te redden. Ze weet Floris zo om te praten dat hij denkt dat hij niet wordt gestraft. Dit is echter niet het geval. Floris gaat vrijwillig met Fenna mee naar het bureau, maar wordt daar gearresteerd. Als Floris door een vormfout vrij komt houdt hij Fenna in de gaten en zint op wraak. Floris vermoordt Onno, Fenna's vader, door hem te vergassen in zijn eigen gas, maar laat het denken dat het zelfmoord is. Daarna ontvoert hij Fenna om ook haar te vermoorden, echter weet het team Fenna op tijd te vinden. |                        |         |              |
| Finn Poncin | Maarten van Middelkoop | 6       | 8            |
| Maarten van Middelkoop is de patholoog waar het team veel mee samenwerkt. Maarten blijkt de man te zijn die Fenna een dreigbrief stuurt en haar meerdere keren bespioneert bij het graf van Menno de Waard en ook op haar werk. Na de dood van Samantha, wordt Fenna in eerste instantie verdacht. Echter vervalst Maarten de vingerafdrukken door te laten lijken dat vlogger Steve Elloy Samantha heeft vermoord. De vlogger wordt aangereden en overlijdt ter plekke waardoor Maarten zijn kans grijpt om hem de moord van Samantha aan te tonen. Het wordt niet duidelijk waarom hij Fenna wilde stalken. |                        |         |              |
| Theo Pont | Hugo Brandsma          | 1–2     | 6            |
| Hugo Brandsma is de OvJ waar Carla en haar team veel mee samenwerken. Ineke is de secretaresse van Brandsma. Ze wil wraak nemen op hem, nadat het rechercheteam Sjoerd, de vriend van Ineke hebben neergeschoten en vervolgens aan zijn verwondingen is overleden. Ze stuurt een anonieme kogelbrief naar Hugo en licht Carla Vreeswijk in. Buiten waar Hugo en Carla praten over of er beveiligingsmaatregelen genomen moeten worden, wordt er ineens geschoten waarbij Carla ernstig gewond raakt. De dader had het tevens voorzien op OvJ Brandsma. Hugo wordt neergeschoten in 2x10 "Het Beste van twee kwaden" op het bureau en overlijdt ter plekke. |                        |         |              |
| Bram van der Vlugt | Onno Kremer            | 2–3     | 10           |
| Onno Kremer was de vader van Fenna Kremer. Net als Fenna was Onno eerder een succesvolle rechercheur. Onno en Fenna hebben jarenlang geen contact gehad, dit omdat Onno de dood van zijn vrouw en Fenna's moeder niet kon verwerken. Jaren later staat Onno op de stoep om het contact tussen Fenna en hem weer te herstellen. Hoewel dit in eerste instantie moeilijk gaat, weet Onno Fenna's vertrouwen weer terug te winnen. Fenna komt zelfs regelmatig met Onno zaken bespreken waar Onno zijn dochter in probeert te helpen. Onno wordt later een beetje vergeetachtig en veroorzaakt een groot ongeluk in 2x10 "Het Beste van twee kwaden" wanneer hij een uitrit van een snelweg wil oprijden. Onno krijgt diagnose alzheimer en Fenna probeert het beste er nog van te maken. Fenna zorgt goed voor haar vader en gaat dagelijks langs. In 3x10 "Een hoge prijs" vindt Fenna het levenloze lichaam van Onno in zijn keuken met de gaskraan open. Hoewel iedereen denkt dat Onno per ongeluk zelfmoord heeft gepleegd, komt er later naar buiten dat Onno is vermoord door Floris Hoeke die wraak op Fenna wilde nemen. |                        |         |              |
| Romana Vrede | Rita Ligtveld          | 7       | 6            |
| Rita Ligtveld is een hulpofficier die het Fenna en haar team in haar nieuwe positie een blok aan het been vindt. Zij vindt dat het team nu zelf heeft besloten te stoppen met politiewerk en dat zij zich niet meer met dit soort werk bezig moeten houden en gewoon haar en haar team het werk op moet laten knappen. Zij ligt hierdoor dan ook constant met Fenna overhoop en probeert haar op elke manier tegen te werken. |                        |         |              |
| Stefanie van Leersum | Bo Breugel             | 7       | 7            |
| Bo Breugel is een hacker van beroep. Ze is een vriendin van Liselotte en helpt het team bij verschillende acties. Ze is in de tweede aflevering van seizoen 7 voor het eerst te zien. Als Bo helpt door het alarm van het ziekenhuis aan te zetten en vervolgens naar Liselotte een beer te sturen en Fenna dat ziet, komt het team erachter dat Bo meehelpt. Na het overlijden van Liselotte wordt Bo aan het team toegevoegd. |                        |         |              |

| Acteur               | Personage                | Seizoen | Afleveringen |
| -------------------- | ------------------------ | ------- | ------------ |
| Don Alphonso         | Agent Job Hendrinks      | 2–5     | 23           |
| Bram van der Vlugt   | Onno Kremer              | 2–3     | 10           |
| Kasper van Kooten    | Jelle van Santen         | 3–4     | 9            |
| Finn Poncin          | Maarten van Middelkoop   | 6       | 8            |
| Alin Wishka          | Santos Harijan           | 7       | 8            |
| Stefanie van Leersum | Bo Breugel               | 7       | 7            |
| Lidewij Mahler       | Naomi Rossman            | 7       | 7            |
| Theo Pont            | Hugo Brandsma            | 1–2     | 6            |
| Nyncke Beekhuyzen    | Merel Amezian            | 2, 6    | 6            |
| Romana Vrede         | Rita Ligtveld            | 7       | 6            |
| Tobias Nierop        | Floris Hoeke             | 3–4     | 5            |
| Maylin van Putten    | Brecht Numan             | 1–2, 6  | 4            |
| Ylva van Putten      | Nienke Numan             | 1–2, 6  | 4            |
| Manar El Achab       | Debbie Amezian           | 2, 6    | 4            |
| Kenneth Herdigein    | Willem Broekhoven        | 4–5     | 4            |
| Hugo Haenen          | Dr. Hans van Straaten    | 5       | 4            |
| Janna Fassaert       | Fransje Zuiderveen       | 2       | 3            |
| Pieter Van der Sman  | Patholoog René Ammerlaan | 3–5     | 3            |
| Jelle de Jong        | Joeri van Loon           | 6       | 3            |

Lijst van afleveringen · Lijst van personages